# Frontera entre Txèquia i Eslovàquia
La frontera entre Txèquia i Eslovàquia es la frontera internacional que s'estén d'oest a est i separa l'oest d'Eslovàquia de l'est de Txèquia, ambdós membres de la Unió Europea, i signataris dels acords de Schengen. Fou creada el gener de 1993 després de la revolució de Vellut i la separació pacífica d'ambdós estats.
Comença al trifini entre la República Txeca, Eslovàquia i Polònia, i les ciutats més properes a la frontera són Mosty (Txèquia), Jaworzynka (Polònia) i Świerczynowiec (Eslovàquia). Acaba al trifini entre la República Txeca, Eslovàquia i Àustria, prop de les ciutats de Zlín, Vsetín, Hodonin (Txèquia) i Žilina i Trenčín (Eslovàquia). Separa les regions txeques de Moràvia Meridional, Zlín i Moràvia-Silèsia de les regions eslovaques de Trnava, Žilina i Trenčín.

## Punts de pas ferroviaris
| Codi UIC | Estació txeca          | Operador | Línia eslovaca | Estació eslovaca     | Operador | Remarques                              |
| -------- | ---------------------- | -------- | -------------- | -------------------- | -------- | -------------------------------------- |
| 891      | Hodonín                | ŽSDC     | 115            | Holíč nad Moravou    | ŽSR      | Via única electrificada 25 000 V 50 Hz |
| 892      | Sudoměřice nad Moravou | ŽSDC     | 114            | Skalica na Slovensku | ŽSR      | Via única no electificada              |
| 893      | Velká nad Veličkou     | ŽSDC     | 121            | Vrbovce              | ŽSR      | Via única no electificada              |
| 894      | Vlárský průsmyk        | ŽSDC     | 123            | Nemšová              | ŽSR      | Via única no electificada              |
| 895      | Horní Lideč            | ŽSDC     | 125            | Lúky pod Makytou     | ŽSR      | Doble via electrificada 3 000 V CC     |
| 896      | Mosty u Jablunkova     | ŽSDC     | 127            | Čadca                | ŽSR      | Doble via electrificada 3 000 V CC     |